# Andrew McKelvey
Andrew McKelvey  (* 1934 in New York City; † 27. November 2008) war ein US-amerikanischer Unternehmer. Er gründete die weltweite Internet-Stellenbörse Monster Worldwide.
McKelvey gründete 1967 das Unternehmen Telephone Marketing Program, das sich auf das Anzeigengeschäft in den Gelben Seiten spezialisierte und später als TMP Worldwide Advertising and Communications international bekannt wurde. 1995 kaufte McKelvey die Unternehmen The Monster Board und Online Career Center zu, die er 1999 zur Stellenbörse Monster.com vereinte und schließlich 2003 in einem Merger mit TMP Worldwide zu Monster Worldwide mit Sitz in New York City zusammenführte. 2007 machte Monster einen Umsatz von 1,35 Mrd. $ und hatte 5200 Mitarbeiter in 36 Staaten.
Andrew McKelvey zog sich 2006 mit 72 Jahren aus seinem Unternehmen zurück. Der Milliardär starb im November 2008 an den Folgen eines Pankreastumors.